# 雪線 (天文学)
天文学における雪線 (せっせん、英: ice line）とは、太陽系形成論において原始太陽系星雲内の原始星で、水・アンモニア・メタンなどの水素化合物が凝集し、気体から固体となるのに充分な低温となる距離である。スノーライン (英: snow line）、氷境界 (英: frost line）ともいう。
その温度は密度に依存するが、おおむね150K程度と見積もられている。太陽系の場合、水の雪線は約2.7auであり、メインベルトの辺りになる。水が昇華する温度がおよそ170Kであり、雪線の内側では水は気体の水蒸気に、外側では固体の氷になる。そのため、雪線の内側では岩石の惑星が、その外側には氷の惑星ができる。原始太陽系星雲内で雪線よりも温度の低いところでは、降着による微惑星および惑星の生成が、これらの固体となった粒子によって起こりやすくなる。したがって、雪線は惑星の質を地球型と木星型に分ける境界になる。
アルマ望遠鏡によって、2013年に一酸化炭素の雪線がうみへび座TW星 (TW Hya) に、2016年に水の雪線がオリオン座V883星 (V833 Ori) に発見されている。
雪線の位置は固定的なものではなく、原始惑星系円盤の状況に応じて時間とともに大きく変化する。恒星が形成された直後の活発で不安定な降着段階であるオリオン座FU型星段階にある1太陽質量の原始星の周りでは雪線の半径は10au以上にもなるが、円盤が定常状態に近づいて降着率が低下するにつれ雪線は内側に移動していき降着率が×10−9太陽質量/年という想定では雪線の半径は0.7auにまで縮む。原始惑星系円盤のガス成分の散逸が始まり円盤がデブリ円盤に変化し始めるとと雪線は再び拡大しはじめ、2au程度にまで拡がる。